# Rozoy-sur-Serre
Rozoy-sur-Serre ist eine französische Gemeinde mit 922 Einwohnern (Stand 1. Januar 2022) im Département Aisne in der Region Hauts-de-France; sie gehört zum Arrondissement Vervins und zum Kanton Vervins.

## Geographie
Die Gemeinde Rozoy-sur-Serre liegt in der Thiérache an der oberen Serre an der Grenze zum Département Ardennes, 22 Kilometer südöstlich von Vervins und etwa 40 Kilometer nordöstlich von Laon.

## Bevölkerungsentwicklung
| Jahr      | 1962 | 1968 | 1975 | 1982 | 1990 | 1999 | 2006 | 2016 | 2022 |
| Einwohner | 1132 | 1201 | 1315 | 1187 | 1095 | 1079 | 1039 | 1006 | 922  |

## Sehenswürdigkeiten
- Befestigte Stiftskirche St. Laurentius (Église fortifée Saint-Laurent), Monument historique[1]
- Kapelle Notre-Dame

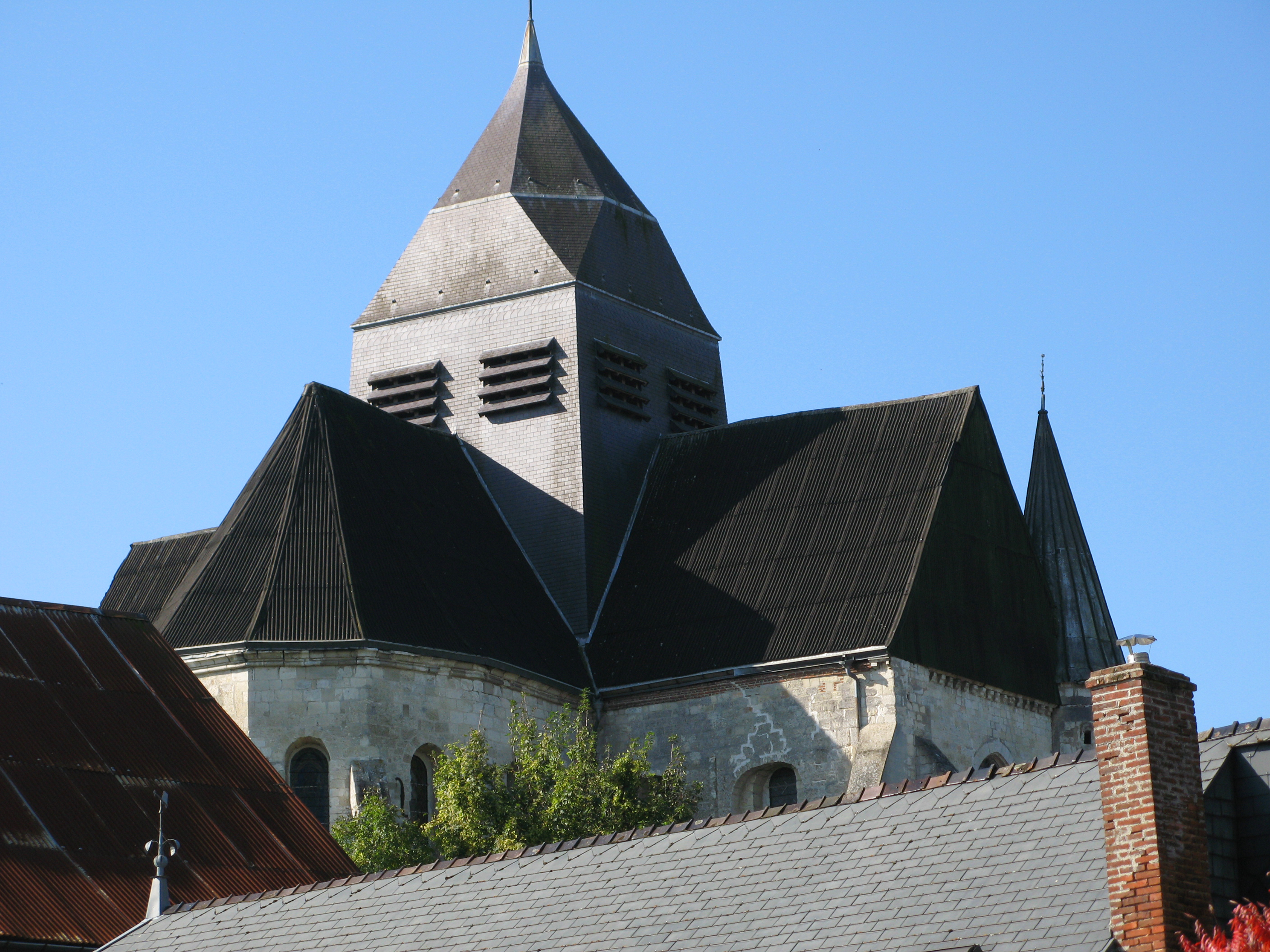
Wehrkirche St. Laurentius
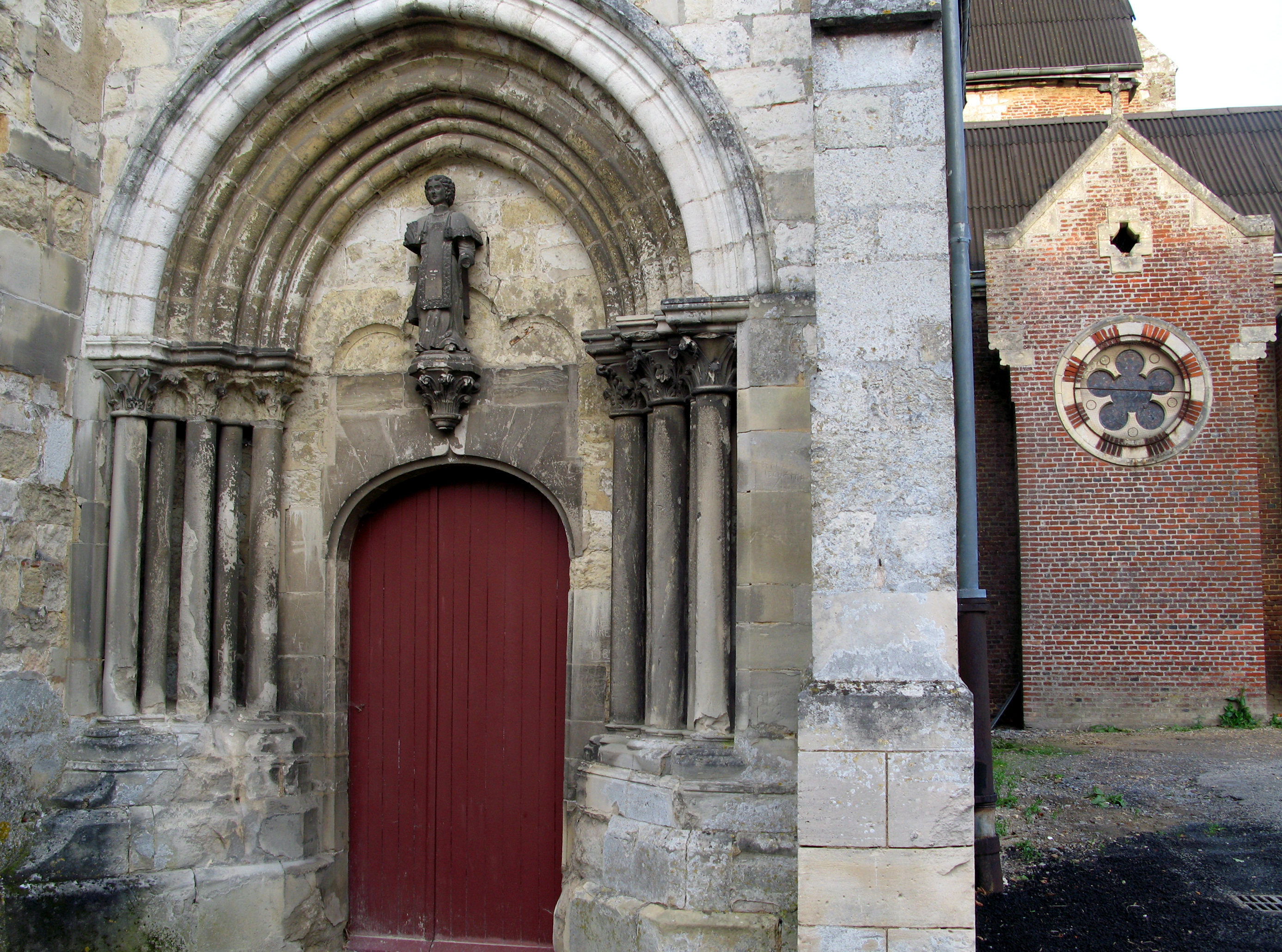
Teilansicht des Kirchenportals
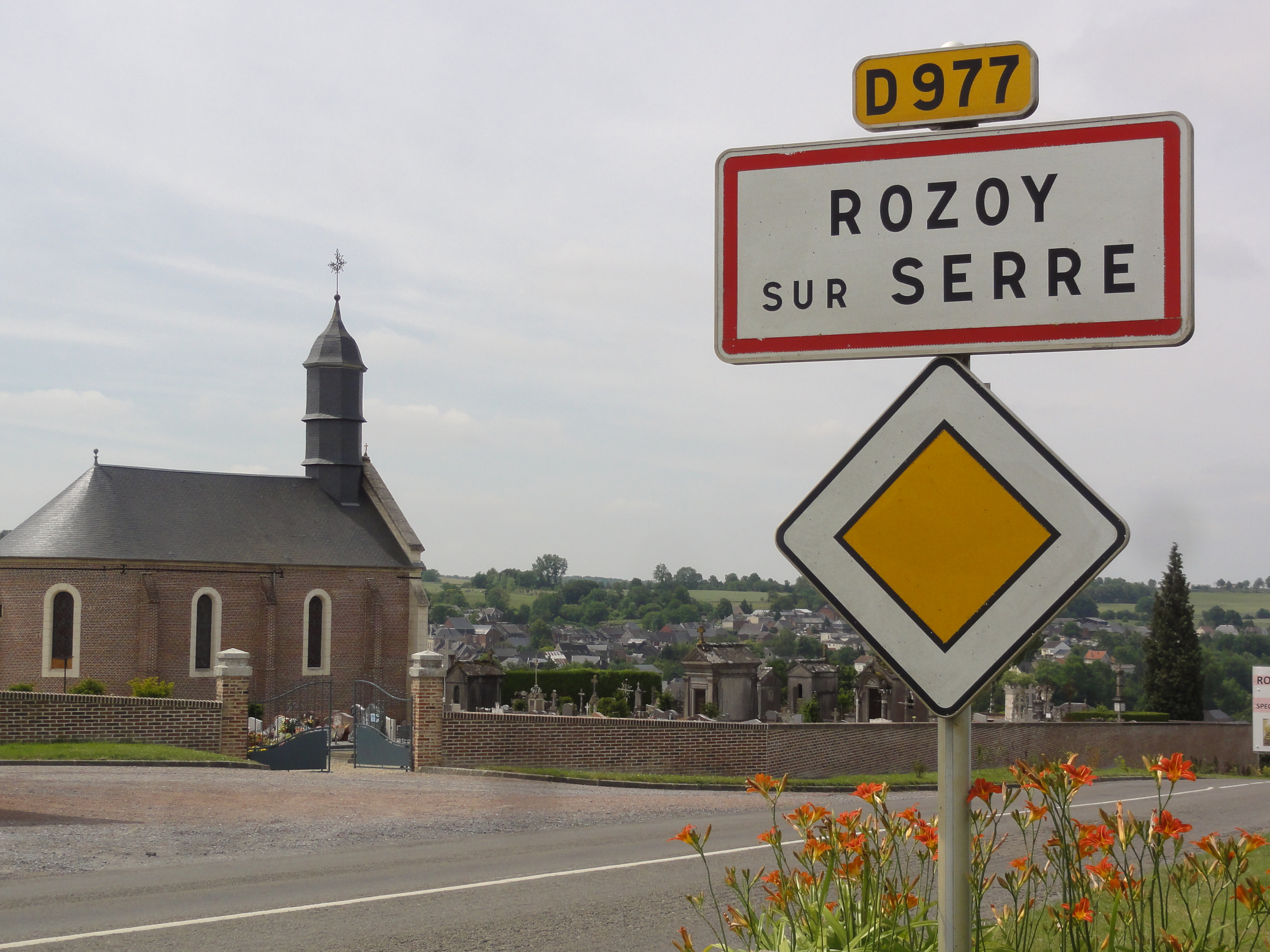
Kapelle Notre-Dame
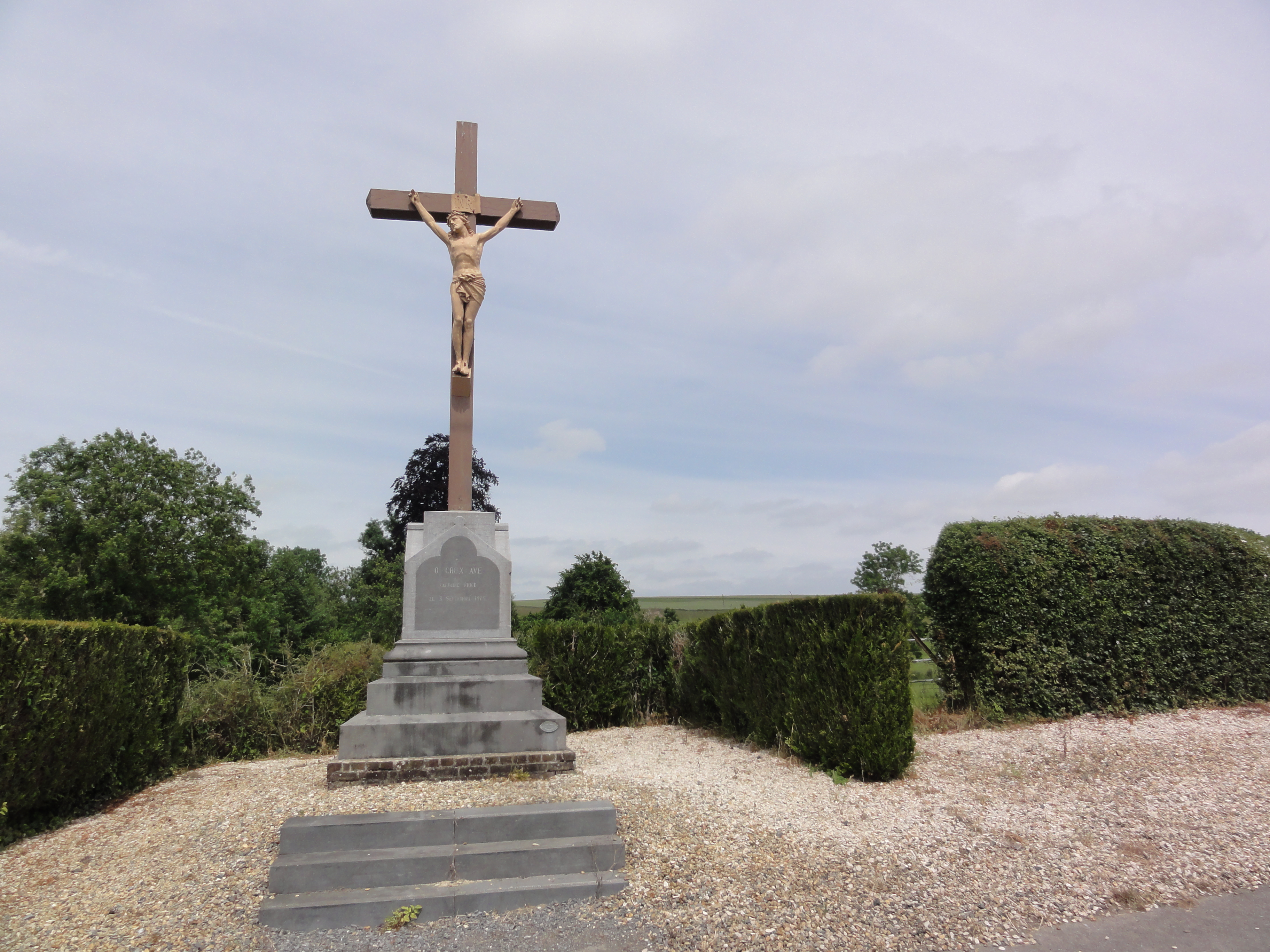
Wegkreuz

## Persönlichkeiten
- Pierre de Failly (1810–1892), französischer General, in Rozoy-sur-Serre geboren